# Euphrasia syreitschikovii
Euphrasia syreitschikovii là loài thực vật có hoa thuộc họ Cỏ chổi. Loài này được Govor. mô tả khoa học đầu tiên năm 1929.